# Casalmaggiore
Casalmaggiore (lombardul: Casalmagiur) település Olaszországban, Lombardia régióban, Cremona megyében. Lakosainak száma 14 974 fő (2023. január 1.). Casalmaggiore Casteldidone, Colorno, Martignana di Po, Sorbolo Mezzani, Rivarolo del Re ed Uniti, Sabbioneta és Viadana községekkel határos.

## Népesség
A település népességének változása:
| Lakosok száma | 15 348 | 15 376 | 15 425 | 14 974 |
|               | 2013   | 2017   | 2018   | 2023   |